# Världscupen i alpin skidåkning 2011/2012

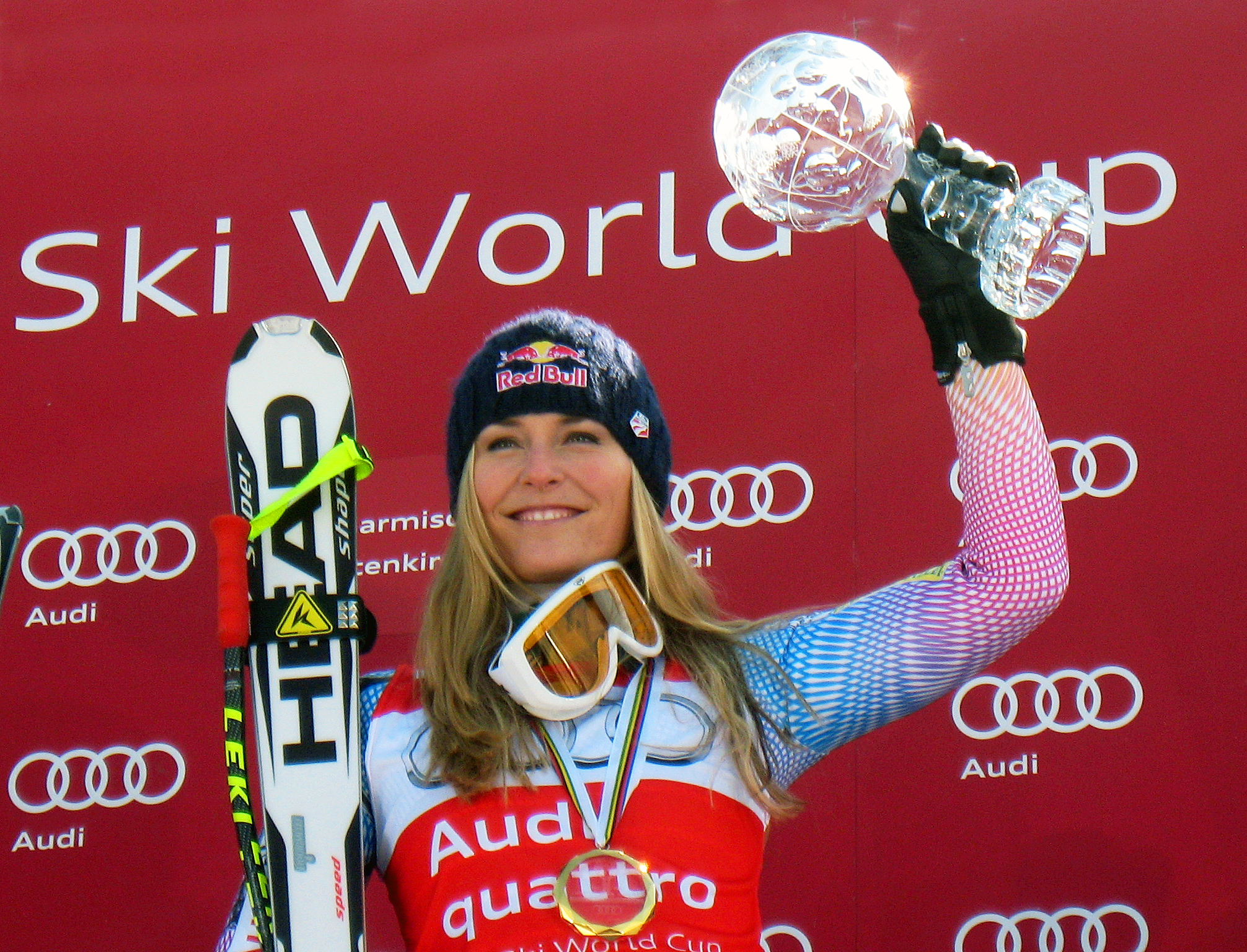
Lindsey Vonn vann totalcupen på damsidan.

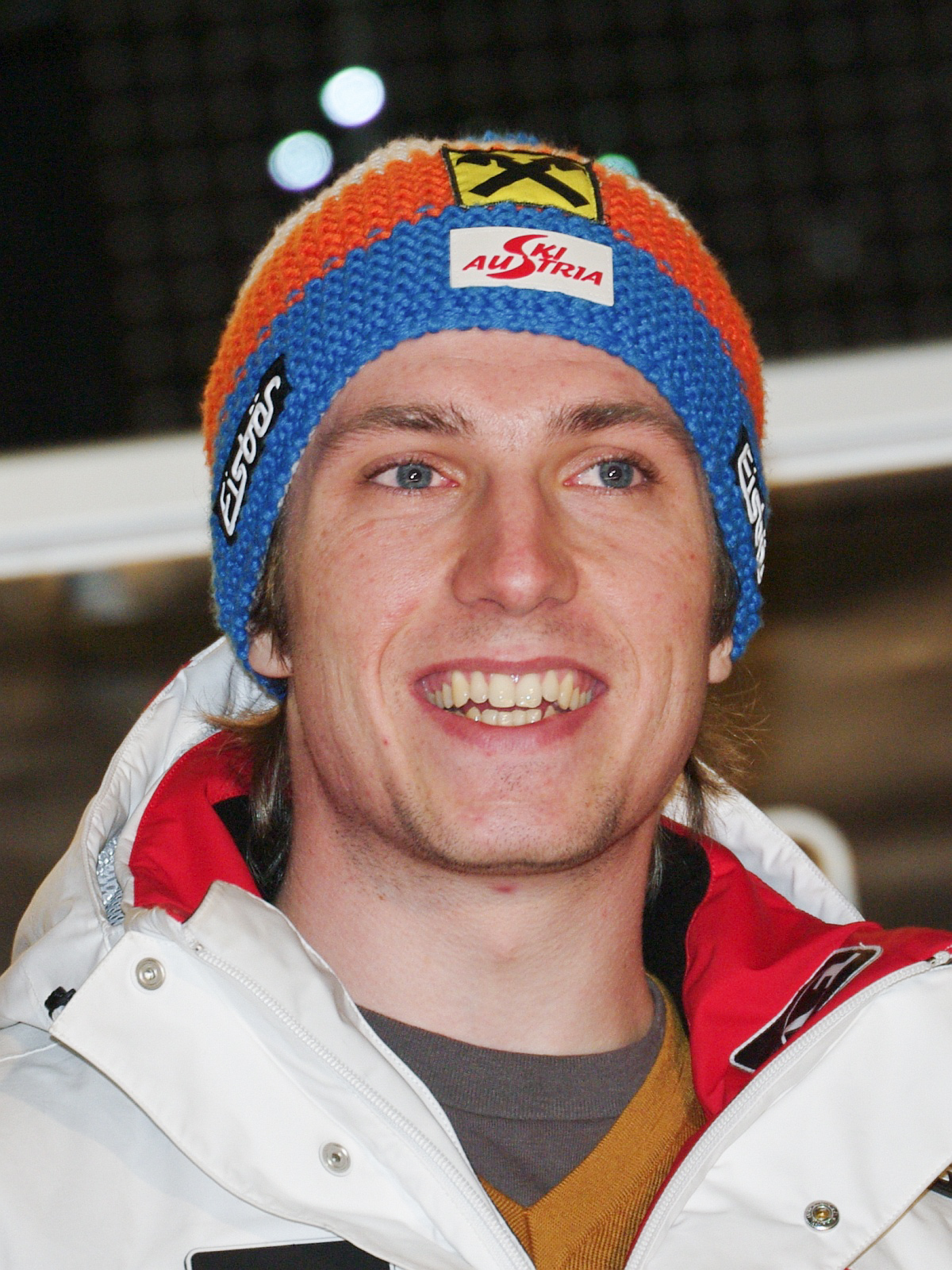
Marcel Hirscher vann totalcupen på herrsidan

Världscupen i alpin skidåkning 2011/2012 var den 46:e upplagan av världscupen och inleddes den 22 oktober 2011 i Sölden i Österrike, och avslutades den 18 mars 2012, i Schladming i Österrike
Regerande världscupvinnare från föregående säsong var Ivica Kostelić och Maria Riesch.
Denna säsong hölls det inget världsmästerskap.
Säsongen 2011/2012 vanns på damsidan av Lindsey Vonn, USA och på herrsidan Marcel Hirscher, Österrike.

## Resultat

### Beskrivning
| SL | Störtlopp        |
| SG | Super-G          |
| SS | Storslalom       |
| S  | Slalom           |
| P  | Parallellslalom  |
| SK | Superkombination |
| K  | Kombination      |
| LT | Lagtävling       |

### Herrar
| Datum            | Plats                                                                    | Disciplin | Etta                   | Tvåa                   | Trea                     | Detaljer               |
| 23 oktober 2011  | Sölden, Österrike                                                        | SS        | Ted Ligety             | Alexis Pinturault      | Philipp Schörghofer      |                        |
| 13 november 2011 | Levi, Finland                                                            | S         | TÄVLINGEN INSTÄLLD (1) | TÄVLINGEN INSTÄLLD (1) | TÄVLINGEN INSTÄLLD (1)   | TÄVLINGEN INSTÄLLD (1) |
| 26 november 2011 | Lake Louise, Kanada                                                      | SL        | Didier Cuche           | Beat Feuz              | Hannes Reichelt          |                        |
| 27 november 2011 | Lake Louise, Kanada                                                      | SG        | Aksel Lund Svindal     | Didier Cuche           | Adrien Théaux            |                        |
| 2 december 2011  | Beaver Creek, USA                                                        | SL        | Bode Miller            | Beat Feuz              | Klaus Kröll              |                        |
| 3 december 2011  | Beaver Creek, USA                                                        | SG        | Sandro Viletta         | Aksel Lund Svindal     | Beat Feuz                |                        |
| 4 december 2011  | Beaver Creek, USA                                                        | SS        | Marcel Hirscher        | Ted Ligety             | Fritz Dopfer             |                        |
| 6 december 2011  | Beaver Creek, USA Flyttad från Val d'Isère på grund av snöbrist. (2)     | SS        | Ted Ligety             | Marcel Hirscher        | Kjetil Jansrud           |                        |
| 8 december 2011  | Beaver Creek, USA Flyttad från Val d'Isère på grund av snöbrist. (2)     | S         | Ivica Kostelić         | Cristian Deville       | Marcel Hirscher          |                        |
| 10 december 2011 | Val d'Isère, Frankrike                                                   | SS        | TÄVLINGEN INSTÄLLD (2) | TÄVLINGEN INSTÄLLD (2) | TÄVLINGEN INSTÄLLD (2)   | TÄVLINGEN INSTÄLLD (2) |
| 11 december 2011 | Val d'Isère, Frankrike                                                   | S         | TÄVLINGEN INSTÄLLD (2) | TÄVLINGEN INSTÄLLD (2) | TÄVLINGEN INSTÄLLD (2)   | TÄVLINGEN INSTÄLLD (2) |
| 16 december 2011 | Val Gardena, Italien                                                     | SG        | Beat Feuz              | Bode Miller            | Kjetil Jansrud           |                        |
| 17 december 2011 | Val Gardena, Italien                                                     | SL        | TÄVLINGEN AVBRUTEN (3) | TÄVLINGEN AVBRUTEN (3) | TÄVLINGEN AVBRUTEN (3)   | TÄVLINGEN AVBRUTEN (3) |
| 18 december 2011 | Alta Badia, Italien                                                      | SS        | Massimiliano Blardone  | Hannes Reichelt        | Philipp Schörghofer      |                        |
| 19 december 2011 | Alta Badia, Italien                                                      | S         | Marcel Hirscher        | Giuliano Razzoli       | Felix Neureuther         |                        |
| 21 december 2011 | Flachau, Österrike Flyttad från Levi på grund av snöbrist. (1)           | S         | Ivica Kostelić         | André Myhrer           | Cristian Deville         |                        |
| 29 december 2011 | Bormio, Italien                                                          | SL        | Didier Défago          | Patrick Küng           | Klaus Kröll              |                        |
| 1 januari 2012   | München, Tyskland                                                        | P         | TÄVLINGEN INSTÄLLD (4) | TÄVLINGEN INSTÄLLD (4) | TÄVLINGEN INSTÄLLD (4)   | TÄVLINGEN INSTÄLLD (4) |
| 5 januari 2012   | Zagreb, Kroatien                                                         | S         | Marcel Hirscher        | Felix Neureuther       | Ivica Kostelić           |                        |
| 7 januari 2012   | Adelboden, Schweiz                                                       | SS        | Marcel Hirscher        | Benjamin Raich         | Massimiliano Blardone    |                        |
| 8 januari 2012   | Adelboden, Schweiz                                                       | S         | Marcel Hirscher        | Ivica Kostelić         | Stefano Gross            |                        |
| 13 januari 2012  | Wengen, Schweiz                                                          | SK        | Ivica Kostelić         | Beat Feuz              | Bode Miller              |                        |
| 14 januari 2012  | Wengen, Schweiz                                                          | SL        | Beat Feuz              | Hannes Reichelt        | Christof Innerhofer      |                        |
| 15 januari 2012  | Wengen, Schweiz                                                          | S         | Ivica Kostelić         | André Myhrer           | Fritz Dopfer             |                        |
| 20 januari 2012  | Kitzbühel, Österrike                                                     | SG        | TÄVLINGEN INSTÄLLD (5) | TÄVLINGEN INSTÄLLD (5) | TÄVLINGEN INSTÄLLD (5)   | TÄVLINGEN INSTÄLLD (5) |
| 21 januari 2012  | Kitzbühel, Österrike                                                     | SL        | Didier Cuche           | Romed Baumann          | Klaus Kröll              |                        |
| 22 januari 2012  | Kitzbühel, Österrike                                                     | S         | Cristian Deville       | Mario Matt             | Ivica Kostelić           |                        |
| 22 januari 2012  | Kitzbühel, Österrike                                                     | K         | Ivica Kostelić         | Beat Feuz              | Silvan Zurbriggen        |                        |
| 24 januari 2012  | Schladming, Österrike                                                    | S         | Marcel Hirscher        | Stefano Gross          | Mario Matt               |                        |
| 28 januari 2012  | Garmisch, Tyskland                                                       | SL        | Didier Cuche           | Erik Guay              | Hannes Reichelt          |                        |
| 29 januari 2012  | Garmisch, Tyskland                                                       | SG        | TÄVLINGEN INSTÄLLD (6) | TÄVLINGEN INSTÄLLD (6) | TÄVLINGEN INSTÄLLD (6)   | TÄVLINGEN INSTÄLLD (6) |
| 3 februari 2012  | Chamonix, Frankrike Flyttad från Val Gardena på grund av oväder. (3)     | SL        | Klaus Kröll            | Bode Miller            | Didier Cuche             |                        |
| 4 februari 2012  | Chamonix, Frankrike                                                      | SL        | Jan Hudec              | Romed Baumann          | Erik Guay                |                        |
| 5 februari 2012  | Chamonix, Frankrike                                                      | SK        | Romed Baumann          | Alexis Pinturault      | Beat Feuz                |                        |
| 11 februari 2012 | Sotji, Ryssland                                                          | SL        | Beat Feuz              | Benjamin Thomsen       | Adrien Théaux            |                        |
| 12 februari 2012 | Sotji, Ryssland                                                          | SK        | Ivica Kostelić         | Beat Feuz              | Thomas Mermillod Blondin |                        |
| 18 februari 2012 | Bansko, Bulgarien                                                        | SS        | Marcel Hirscher        | Massimiliano Blardone  | Marcel Mathis            |                        |
| 19 februari 2012 | Bansko, Bulgarien                                                        | S         | Marcel Hirscher        | André Myhrer           | Stefano Gross            |                        |
| 21 februari 2012 | Moskva, Ryssland                                                         | P         | Alexis Pinturault      | Felix Neureuther       | André Myhrer             |                        |
| 24 februari 2012 | Crans-Montana, Schweiz Flyttad från Kitzbühel på grund av mildväder. (5) | SG        | Didier Cuche           | Jan Hudec              | Benjamin Raich           |                        |
| 25 februari 2012 | Crans-Montana, Schweiz                                                   | SG        | Benjamin Raich         | Adrien Théaux          | Didier Cuche             |                        |
| 26 februari 2012 | Crans-Montana, Schweiz                                                   | SS        | Massimiliano Blardone  | Marcel Hirscher        | Hannes Reichelt          |                        |
| 2 mars 2012      | Kvitfjell, Norge Flyttad från Garmisch på grund av dimma. (6)            | SG        | Beat Feuz Klaus Kröll  |                        | Kjetil Jansrud           |                        |
| 3 mars 2012      | Kvitfjell, Norge                                                         | SL        | Klaus Kröll            | Kjetil Jansrud         | Aksel Lund Svindal       |                        |
| 4 mars 2012      | Kvitfjell, Norge                                                         | SG        | Kjetil Jansrud         | Aksel Lund Svindal     | Beat Feuz                |                        |
| 10 mars 2012     | Kranjska Gora, Slovenien                                                 | SS        | Ted Ligety             | Alexis Pinturault      | Marcel Hirscher          |                        |
| 11 mars 2012     | Kranjska Gora, Slovenien                                                 | S         | André Myhrer           | Cristian Deville       | Alexis Pinturault        |                        |
| 14 mars 2012     | Schladming, Österrike                                                    | SL        | Aksel Lund Svindal     | Beat Feuz              | Hannes Reichelt          |                        |
| 15 mars 2012     | Schladming, Österrike                                                    | SG        | Christof Innerhofer    | Alexis Pinturault      | Marcel Hirscher          |                        |
| 17 mars 2012     | Schladming, Österrike                                                    | SS        | Marcel Hirscher        | Hannes Reichelt        | Marcel Mathis            |                        |
| 18 mars 2012     | Schladming, Österrike                                                    | S         | André Myhrer           | Felix Neureuther       | Mario Matt               |                        |

1) = Slalomtävlingen i Levi ställdes in på grund av milt väder och snöbrist. Tävlingen flyttades till den 21 december i Flachau i Österrike.
2) = Tävlingarna i storslalom och slalom flyttades på grund av snöbrist i Val d'Isère till Beaver Creek i USA.
3) = Störtloppstävlingen i Val Gardena avbröts på grund av hård vind. 21 åkare hade tagit sig i mål då beslutet togs. Tävlingen kördes om från början i Chamonix den 3 februari.
4) = Parallellslalomtävlingen i München ställdes in på grund av mildväder och snöbrist. Tävlingen körs inte vid något annat tillfälle.
5) = Super-G-tävlingen i Kitzbühel ställdes in på grund av mildväder. Tävlingen flyttades till den 24 februari i Crans Montana.
6) = Super-G-tävlingen i Garmisch-Partenkirchen ställdes in på grund av dimma. Tävlingen flyttades till den 2 mars i Kvittfjell.

### Damer
| Datum            | Plats                                                                    | Disciplin | Etta                   | Tvåa                   | Trea                   | Detaljer               |
| 22 oktober 2011  | Sölden, Österrike                                                        | SS        | Lindsey Vonn           | Viktoria Rebensburg    | Elisabeth Görgl        |                        |
| 12 november 2011 | Levi, Finland                                                            | S         | TÄVLINGEN INSTÄLLD (1) | TÄVLINGEN INSTÄLLD (1) | TÄVLINGEN INSTÄLLD (1) | TÄVLINGEN INSTÄLLD (1) |
| 26 november 2011 | Aspen, USA                                                               | SS        | Viktoria Rebensburg    | Elisabeth Görgl        | Julia Mancuso          |                        |
| 27 november 2011 | Aspen, USA                                                               | S         | Marlies Schild         | Maria Pietilä-Holmner  | Maria Höfl-Riesch      |                        |
| 2 december 2011  | Lake Louise, Kanada                                                      | SL        | Lindsey Vonn           | Tina Weirather         | Dominique Gisin        |                        |
| 3 december 2011  | Lake Louise, Kanada                                                      | SL        | Lindsey Vonn           | Marie Marchand-Arvier  | Elisabeth Görgl        |                        |
| 4 december 2011  | Lake Louise, Kanada                                                      | SG        | Lindsey Vonn           | Anna Fenninger         | Julia Mancuso          |                        |
| 7 december 2011  | Beaver Creek, USA Flyttad från Val d'Isère på grund av snöbrist. (2)     | SG        | Lindsey Vonn           | Fabienne Suter         | Anna Fenninger         |                        |
| 10 december 2011 | Val d'Isère, Frankrike                                                   | SG        | TÄVLINGEN INSTÄLLD (2) | TÄVLINGEN INSTÄLLD (2) | TÄVLINGEN INSTÄLLD (2) | TÄVLINGEN INSTÄLLD (2) |
| 11 december 2011 | Val d'Isère, Frankrike                                                   | SK        | TÄVLINGEN INSTÄLLD (2) | TÄVLINGEN INSTÄLLD (2) | TÄVLINGEN INSTÄLLD (2) | TÄVLINGEN INSTÄLLD (2) |
| 17 december 2011 | Courchevel, Frankrike                                                    | SS        | TÄVLINGEN INSTÄLLD (3) | TÄVLINGEN INSTÄLLD (3) | TÄVLINGEN INSTÄLLD (3) | TÄVLINGEN INSTÄLLD (3) |
| 18 december 2011 | Courchevel, Frankrike                                                    | S         | Marlies Schild         | Tanja Poutiainen       | Kathrin Zettel         |                        |
| 20 december 2011 | Flachau, Österrike Flyttad från Levi på grund av snöbrist. (1)           | S         | Marlies Schild         | Maria Höfl-Riesch      | Tina Maze              |                        |
| 28 december 2011 | Lienz, Österrike                                                         | SS        | Anna Fenninger         | Federica Brignone      | Tessa Worley           |                        |
| 29 december 2011 | Lienz, Österrike                                                         | S         | Marlies Schild         | Tina Maze              | Mikaela Shiffrin       |                        |
| 1 januari 2012   | München, Tyskland                                                        | P         | TÄVLINGEN INSTÄLLD (4) | TÄVLINGEN INSTÄLLD (4) | TÄVLINGEN INSTÄLLD (4) | TÄVLINGEN INSTÄLLD (4) |
| 3 januari 2012   | Zagreb, Kroatien                                                         | S         | Marlies Schild         | Tina Maze              | Michaela Kirchgasser   |                        |
| 7 januari 2012   | Bad Kleinkirchheim, Österrike                                            | SL        | Elisabeth Görgl        | Julia Mancuso          | Fabienne Suter         |                        |
| 8 januari 2012   | Bad Kleinkirchheim, Österrike                                            | SG        | Fabienne Suter         | Tina Maze              | Anna Fenninger         |                        |
| 14 januari 2012  | Cortina d'Ampezzo, Italien                                               | SL        | Daniela Merighetti     | Lindsey Vonn           | Maria Höfl-Riesch      |                        |
| 15 januari 2012  | Cortina d'Ampezzo, Italien                                               | SG        | Lindsey Vonn           | Maria Höfl-Riesch      | Tina Maze              |                        |
| 21 januari 2012  | Kranjska Gora, Slovenien Flyttad från Maribor på grund av snöbrist. (5)  | SS        | Tessa Worley           | Federica Brignone      | Viktoria Rebensburg    |                        |
| 22 januari 2012  | Kranjska Gora, Slovenien Flyttad från Maribor på grund av snöbrist. (5)  | S         | Michaela Kirchgasser   | Tanja Poutiainen       | Veronika Zuzulová      |                        |
| 27 januari 2012  | Sankt Moritz, Schweiz Flyttad från Val d'Isère på grund av snöbrist. (2) | SK        | Lindsey Vonn           | Tina Maze              | Nicole Hosp            |                        |
| 28 januari 2012  | Sankt Moritz, Schweiz                                                    | SL        | Lindsey Vonn           | Maria Höfl-Riesch      | Tina Weirather         |                        |
| 29 januari 2012  | Sankt Moritz, Schweiz                                                    | SK        | Maria Höfl-Riesch      | Lindsey Vonn           | Nicole Hosp            |                        |
| 4 februari 2012  | Garmisch, Tyskland                                                       | SL        | Lindsey Vonn           | Nadja Kamer            | Tina Weirather         |                        |
| 5 februari 2012  | Garmisch, Tyskland                                                       | SG        | Julia Mancuso          | Anna Fenninger         | Tina Weirather         |                        |
| 10 februari 2012 | Soldeu, Andorra Flyttad från Courchevel på grund av oväder. (3)          | SS        | TÄVLINGEN INSTÄLLD (3) | TÄVLINGEN INSTÄLLD (3) | TÄVLINGEN INSTÄLLD (3) | TÄVLINGEN INSTÄLLD (3) |
| 11 februari 2012 | Soldeu, Andorra                                                          | S         | Marlies Schild         | Frida Hansdotter       | Kathrin Zettel         |                        |
| 12 februari 2012 | Soldeu, Andorra                                                          | SS        | Tessa Worley           | Tina Maze              | Maria Höfl-Riesch      |                        |
| 18 februari 2012 | Sotji, Ryssland                                                          | SL        | Maria Höfl-Riesch      | Elisabeth Görgl        | Lindsey Vonn           |                        |
| 19 februari 2012 | Sotji, Ryssland                                                          | SK        | TÄVLINGEN INSTÄLLD (6) | TÄVLINGEN INSTÄLLD (6) | TÄVLINGEN INSTÄLLD (6) | TÄVLINGEN INSTÄLLD (6) |
| 21 februari 2012 | Moskva, Ryssland                                                         | P         | Julia Mancuso          | Michaela Kirchgasser   | Lindsey Vonn           |                        |
| 25 februari 2012 | Bansko, Bulgarien                                                        | SL        | TÄVLINGEN INSTÄLLD (7) | TÄVLINGEN INSTÄLLD (7) | TÄVLINGEN INSTÄLLD (7) | TÄVLINGEN INSTÄLLD (7) |
| 26 februari 2012 | Bansko, Bulgarien                                                        | SG        | Lindsey Vonn           | Tina Weirather         | Daniela Merighetti     |                        |
| 2 mars 2012      | Ofterschwang, Tyskland Flyttad från Soldeu på grund av blåst. (3)        | SS        | Viktoria Rebensburg    | Tina Maze              | Irene Curtoni          |                        |
| 3 mars 2012      | Ofterschwang, Tyskland                                                   | SS        | Viktoria Rebensburg    | Lindsey Vonn           | Tina Maze              |                        |
| 4 mars 2012      | Ofterschwang, Tyskland                                                   | S         | Erin Mielzynski        | Resi Steigler          | Marlies Schild         |                        |
| 9 mars 2012      | Åre, Sverige                                                             | SS        | Lindsey Vonn           | Federica Brignone      | Viktoria Rebensburg    |                        |
| 10 mars 2012     | Åre, Sverige                                                             | S         | Maria Höfl-Riesch      | Veronika Zuzulová      | Marie-Michèle Gagnon   |                        |
| 14 mars 2012     | Schladming, Österrike                                                    | SL        | Lindsey Vonn           | Marion Rolland         | Tina Maze              |                        |
| 15 mars 2012     | Schladming, Österrike                                                    | SG        | Viktoria Rebensburg    | Julia Mancuso          | Marion Rolland         |                        |
| 17 mars 2012     | Schladming, Österrike                                                    | S         | Michaela Kirchgasser   | Veronika Zuzulová      | Marlies Schild         |                        |
| 18 mars 2012     | Schladming, Österrike                                                    | SS        | Viktoria Rebensburg    | Anna Fenninger         | Federica Brignone      |                        |

1) = Slalomtävlingen i Levi ställdes in på grund av milt väder och snöbrist. Tävlingen flyttades till den 20 december i Flachau i Österrike.
2) = Tävlingarna i Val d'Isère ställdes in på grund av snöbrist. Tävlingen i super-G kördes istället den 7 december i Beaver Creek i USA. Superkombinationen flyttades till den 27 januari i Sankt Moritz i Schweiz.
3) = Slalom- och storslalomtävlingarna i Courchevel planerades byta plats med varandra p.g.a troligt snökaos under helgen. Slalomen planerades till den 17 december, och om vädret ej tillät det den 18 december – i så fall skulle storslalomtävlingen ställas in. Då väderförhållandena på lördagen (den 17 december) gjorde att backen inte ansågs säker kördes slalomen på sitt ursprungligen tänkta datum, den 18 december, och storslalomtävlingen ställdes in. Den omplanerades till den 10 februari i Andorra. Där blev den återigen inställd p.g.a kraftig blåst. Tävlingen genomfördes till slut den 2 mars i Ofterschwang.
4) = Parallellslalomtävlingen i München ställdes in p.g.a mildväder och snöbrist. Tävlingen körs inte vid något annat tillfälle.
5) = Tävlingarna 21–22 januari var planerade att äga rum i slovenska Maribor men på grund av snöbrist flyttades de till Kranjska Gora i en annan del av Slovenien. Planerade tävlingsdatum kvarstod.
6) = Superkombinationen i Sotji ställdes in på grund av kraftigt snöfall. Tävlingen körs inte vid något annat tillfälle – därmed är superkombinationscupen avgjord.
7) = Störtloppet i Bansko den 25 februari ställdes in på grund av kraftig blåst. Tävlingen körs inte vid något annat tillfälle.

### Lagtävling
| Datum        | Plats                 | Disciplin | Etta                                                                            | Tvåa                                                           | Trea                                                                 | Detaljer |
| 16 mars 2012 | Schladming, Österrike | LT        | Österrike Eva-Maria Brem Marcel Mathis Michaela Kirchgasser Philipp Schörghofer | Schweiz Lara Gut Silvan Zurbriggen Wendy Holdener Markus Vogel | Sverige Therese Borssén André Myhrer Frida Hansdotter Mattias Hargin |          |

## Världscupställningar

### Herrar
| Pl.  | Namn               | Poäng |
| ---- | ------------------ | ----- |
| 1.   | Marcel Hirscher    | 1355  |
| 2.   | Beat Feuz          | 1330  |
| 3.   | Aksel Lund Svindal | 1131  |
| 4.   | Ivica Kostelić     | 1064  |
| 5.   | Hannes Reichelt    | 1024  |
| 6.   | Didier Cuche       | 982   |
| 7.   | Klaus Kröll        | 909   |
| 8.   | Kjetil Jansrud     | 855   |
| 9.   | Ted Ligety         | 853   |
| 10.  | Alexis Pinturault  | 845   |
| 11.  | André Myhrer       | 781   |
| 36.  | Jens Byggmark      | 242   |
| 39.  | Mattias Hargin     | 234   |
| 61.  | Markus Larsson     | 127   |
| 63.  | Axel Bäck          | 124   |
| 65.  | Matts Olsson       | 111   |
| 68.  | Hans Olsson        | 101   |
| 138. | Patrik Järbyn      | 5     |
| 138. | Anton Lahdenperä   | 5     |

| Pl. | Namn               | Poäng |
| --- | ------------------ | ----- |
| 1.  | Klaus Kröll        | 605   |
| 2.  | Beat Feuz          | 598   |
| 3.  | Didier Cuche       | 521   |
| 4.  | Hannes Reichelt    | 396   |
| 5.  | Bode Miller        | 383   |
| 6.  | Aksel Lund Svindal | 370   |
| 7.  | Erik Guay          | 363   |
| 8.  | Romed Baumann      | 356   |
| 9.  | Jan Hudec          | 284   |
| 10. | Johan Clarey       | 283   |

| Pl. | Namn                | Poäng |
| --- | ------------------- | ----- |
| 1.  | Aksel Lund Svindal  | 413   |
| 2.  | Didier Cuche        | 400   |
| 3.  | Beat Feuz           | 368   |
| 4.  | Kjetil Jansrud      | 342   |
| 5.  | Klaus Kröll         | 304   |
| 6.  | Jan Hudec           | 264   |
| 7.  | Benjamin Raich      | 254   |
| 8.  | Hannes Reichelt     | 241   |
| 9.  | Adrien Théaux       | 219   |
| 10. | Christof Innerhofer | 211   |

| Pl. | Namn                  | Poäng |
| --- | --------------------- | ----- |
| 1.  | Marcel Hirscher       | 705   |
| 2.  | Ted Ligety            | 513   |
| 3.  | Massimiliano Blardone | 408   |
| 4.  | Alexis Pinturault     | 364   |
| 5.  | Hannes Reichelt       | 337   |
| 6.  | Philipp Schörghofer   | 278   |
| 7.  | Fritz Dopfer          | 231   |
| 8.  | Cyprien Richard       | 216   |
| 9.  | Kjetil Jansrud        | 212   |
| 10. | Davide Simoncelli     | 208   |

| Pl. | Namn             | Poäng |
| --- | ---------------- | ----- |
| 1.  | André Myhrer     | 644   |
| 2.  | Ivica Kostelić   | 610   |
| 3.  | Marcel Hirscher  | 560   |
| 4.  | Cristian Deville | 450   |
| 5.  | Stefano Gross    | 412   |
| 6.  | Felix Neureuther | 377   |
| 7.  | Mario Matt       | 342   |
| 8.  | Fritz Dopfer     | 287   |
| 9.  | Jens Byggmark    | 242   |
| 10. | Mattias Hargin   | 234   |
| 10. | Manfred Pranger  | 234   |

| Pl. | Namn                | Poäng |
| --- | ------------------- | ----- |
| 1.  | Ivica Kostelić      | 336   |
| 2.  | Beat Feuz           | 300   |
| 3.  | Romed Baumann       | 159   |
| 4.  | Alexis Pinturault   | 130   |
| 5.  | Aksel Lund Svindal  | 128   |
| 6.  | Silvan Zurbriggen   | 121   |
| 7.  | Kjetil Jansrud      | 116   |
| 8.  | Adrien Théaux       | 115   |
| 9.  | Christof Innerhofer | 108   |
| 10. | Natko Zrnčić-Dim    | 102   |

### Damer
| Pl. | Namn                    | Poäng |
| --- | ----------------------- | ----- |
| 1.  | Lindsey Vonn            | 1980  |
| 2.  | Tina Maze               | 1402  |
| 3.  | Maria Höfl-Riesch       | 1227  |
| 4.  | Elisabeth Görgl         | 1020  |
| 5.  | Anna Fenninger          | 994   |
| 6.  | Julia Mancuso           | 987   |
| 7.  | Marlies Schild          | 947   |
| 8.  | Viktoria Rebensburg     | 925   |
| 9.  | Tina Weirather          | 674   |
| 10. | Kathrin Zettel          | 636   |
| 18. | Jessica Lindell Vikarby | 389   |
| 24. | Therese Borssén         | 299   |
| 25. | Frida Hansdotter        | 297   |
| 32. | Anja Pärson             | 260   |
| 33. | Maria Pietilä-Holmner   | 234   |
| 46. | Emelie Wikström         | 149   |
| 55. | Anna Swenn-Larsson      | 133   |
| 90. | Kajsa Kling             | 26    |
| 91. | Nathalie Eklund         | 24    |

| Pl. | Namn                  | Poäng |
| --- | --------------------- | ----- |
| 1.  | Lindsey Vonn          | 690   |
| 2.  | Tina Weirather        | 400   |
| 3.  | Elisabeth Görgl       | 384   |
| 4.  | Maria Höfl-Riesch     | 379   |
| 5.  | Julia Mancuso         | 277   |
| 6.  | Marion Rolland        | 244   |
| 7.  | Daniela Merighetti    | 243   |
| 8.  | Marie Marchand-Arvier | 214   |
| 9.  | Tina Maze             | 210   |
| 10. | Stacey Cook           | 172   |

| Pl. | Namn                    | Poäng |
| --- | ----------------------- | ----- |
| 1.  | Lindsey Vonn            | 453   |
| 2.  | Julia Mancuso           | 381   |
| 3.  | Anna Fenninger          | 369   |
| 4.  | Tina Maze               | 257   |
| 5.  | Fabienne Suter          | 226   |
| 6.  | Maria Höfl-Riesch       | 225   |
| 7.  | Tina Weirather          | 213   |
| 8.  | Lara Gut                | 207   |
| 9.  | Elisabeth Görgl         | 205   |
| 10. | Jessica Lindell-Vikarby | 166   |

| Pl. | Namn                    | Poäng |
| --- | ----------------------- | ----- |
| 1.  | Viktoria Rebensburg     | 650   |
| 2.  | Lindsey Vonn            | 455   |
| 3.  | Tessa Worley            | 446   |
| 4.  | Anna Fenninger          | 442   |
| 5.  | Tina Maze               | 367   |
| 6.  | Federica Brignone       | 340   |
| 7.  | Elisabeth Görgl         | 333   |
| 8.  | Irene Curtoni           | 236   |
| 9.  | Julia Mancuso           | 233   |
| 10. | Jessica Lindell Vikarby | 223   |

| Pl. | Namn                 | Poäng |
| --- | -------------------- | ----- |
| 1.  | Marlies Schild       | 760   |
| 2.  | Michaela Kirchgasser | 452   |
| 3.  | Tina Maze            | 413   |
| 4.  | Veronika Zuzulová    | 377   |
| 5.  | Kathrin Zettel       | 356   |
| 6.  | Tanja Poutiainen     | 334   |
| 7.  | Maria Höfl-Riesch    | 330   |
| 8.  | Therese Borssén      | 299   |
| 9.  | Frida Hansdotter     | 286   |
| 10. | Marie-Michèle Gagnon | 248   |

| Pl. | Namn              | Poäng |
| --- | ----------------- | ----- |
| 1.  | Lindsey Vonn      | 180   |
| 2.  | Tina Maze         | 125   |
| 3.  | Nicole Hosp       | 120   |
| 4.  | Maria Höfl-Riesch | 110   |
| 5.  | Kathrin Zettel    | 79    |
| 6.  | Maruša Ferk       | 63    |
| 7.  | Denise Feierabend | 62    |
| 8.  | Anna Fenninger    | 56    |
| 9.  | Anja Pärson       | 55    |
| 10. | Elisabeth Görgl   | 50    |